# 青年公園 (臺北市)
青年公園位於台灣台北市萬華區東側，東臨國興路、西瀕青年路、南靠水源路、北向青年路，面積為24.7公頃。

## 歷史
青年公園原為日治時期日軍古亭庄練兵場。
1914年（大正3年）3月21日，日軍飛行員野島銀藏在台北廳古亭庄練兵場（今青年公園）駕駛美製螺旋槳複葉式飛機「隼號」表演飛行，被視為台灣航空之嚆矢。此外也曾用作賽馬場地。後改為機場，並與北端台北松山機場相對而稱為台北南機場。
1953年（民國42年），台北鄉村俱樂部與中華民國國防部合作，成立台北高爾夫球俱樂部。
1974年(民國63年)3月29日，行政院指示由台北市政府接管球場，改建為青年公園。
1974年10月，正式接管。
1977年（民國66年）9月，施建完工。
2001年（民國91年）11月，青年公園改建並整修。
2011年（民國100年）月24日，青年公園花鐘整修。

## 園內設施

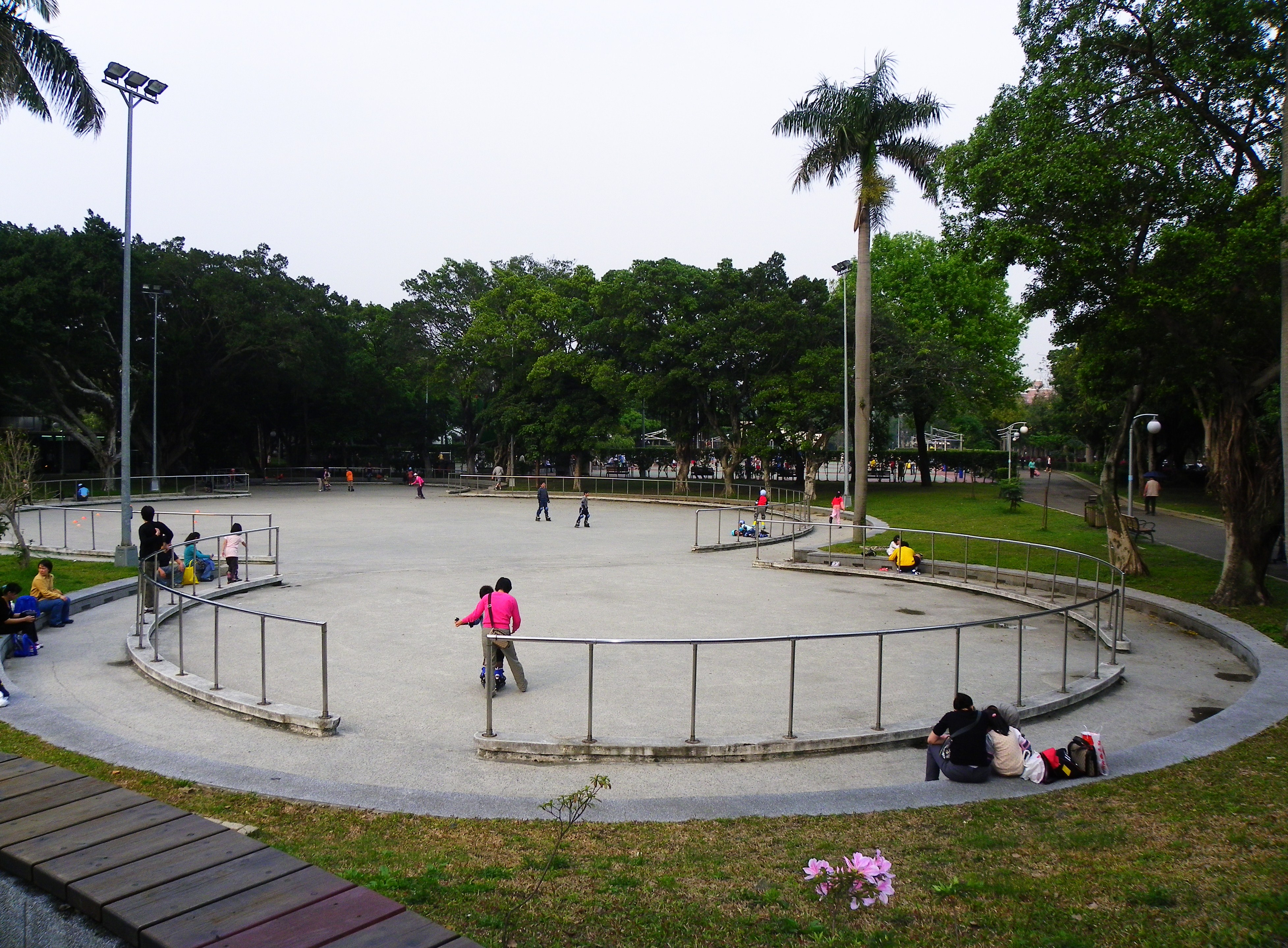
溜冰場

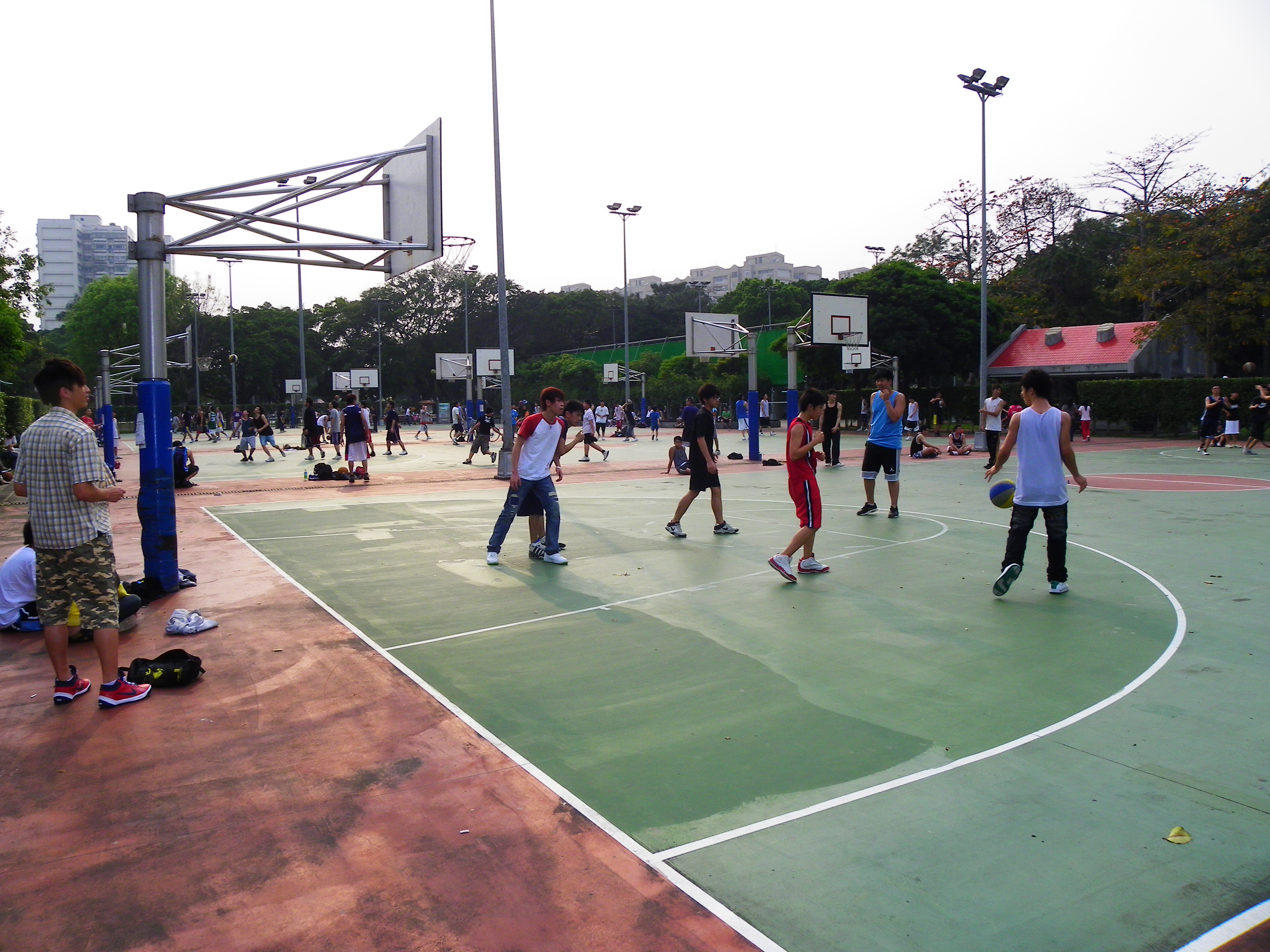
青年公園南籃球場，鄰近西門獅子亭。前身為南遊樂場，於2009年(民國98年)11月改建為南籃球場

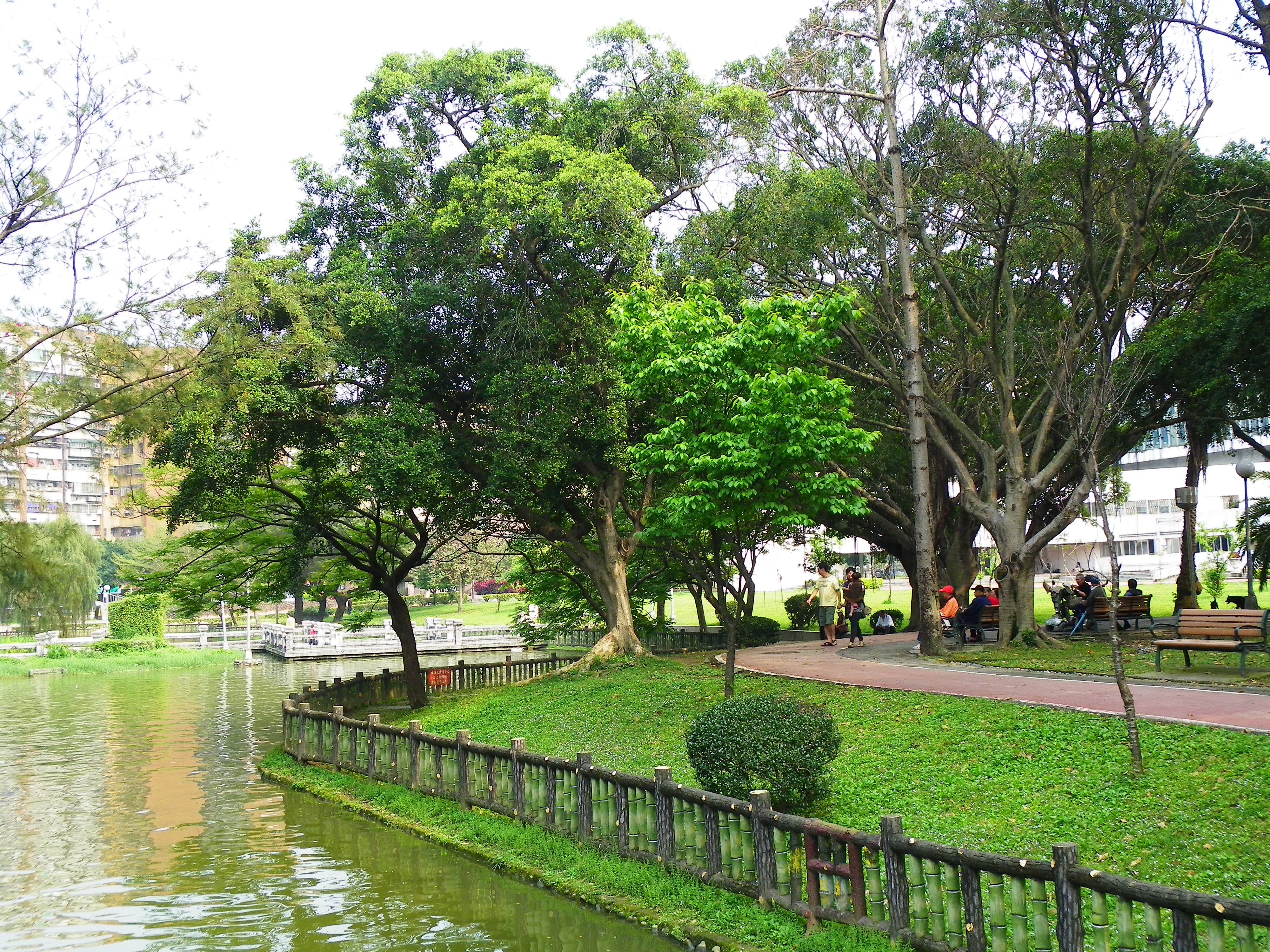
蓮花池與九曲橋

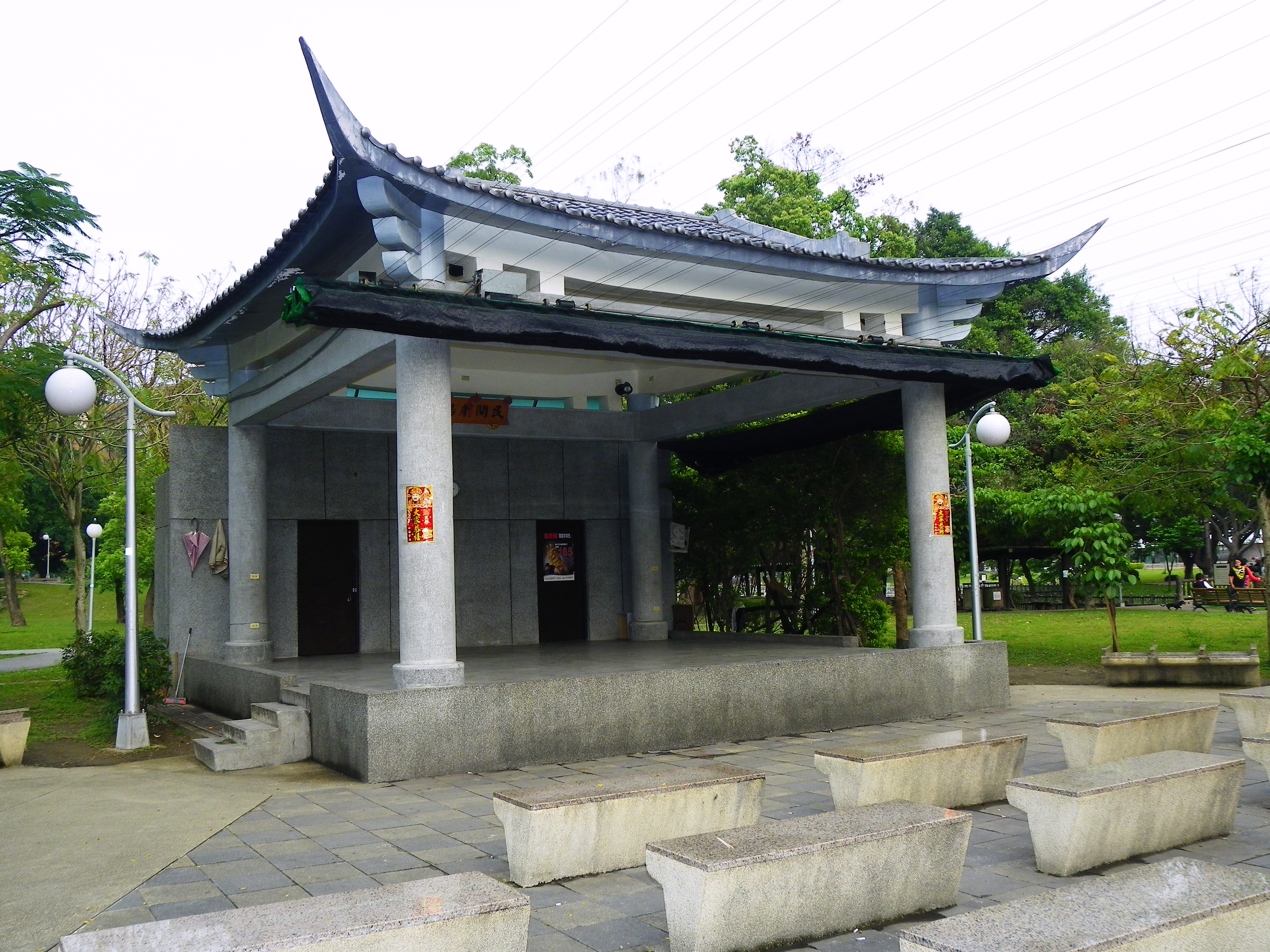
小劇場

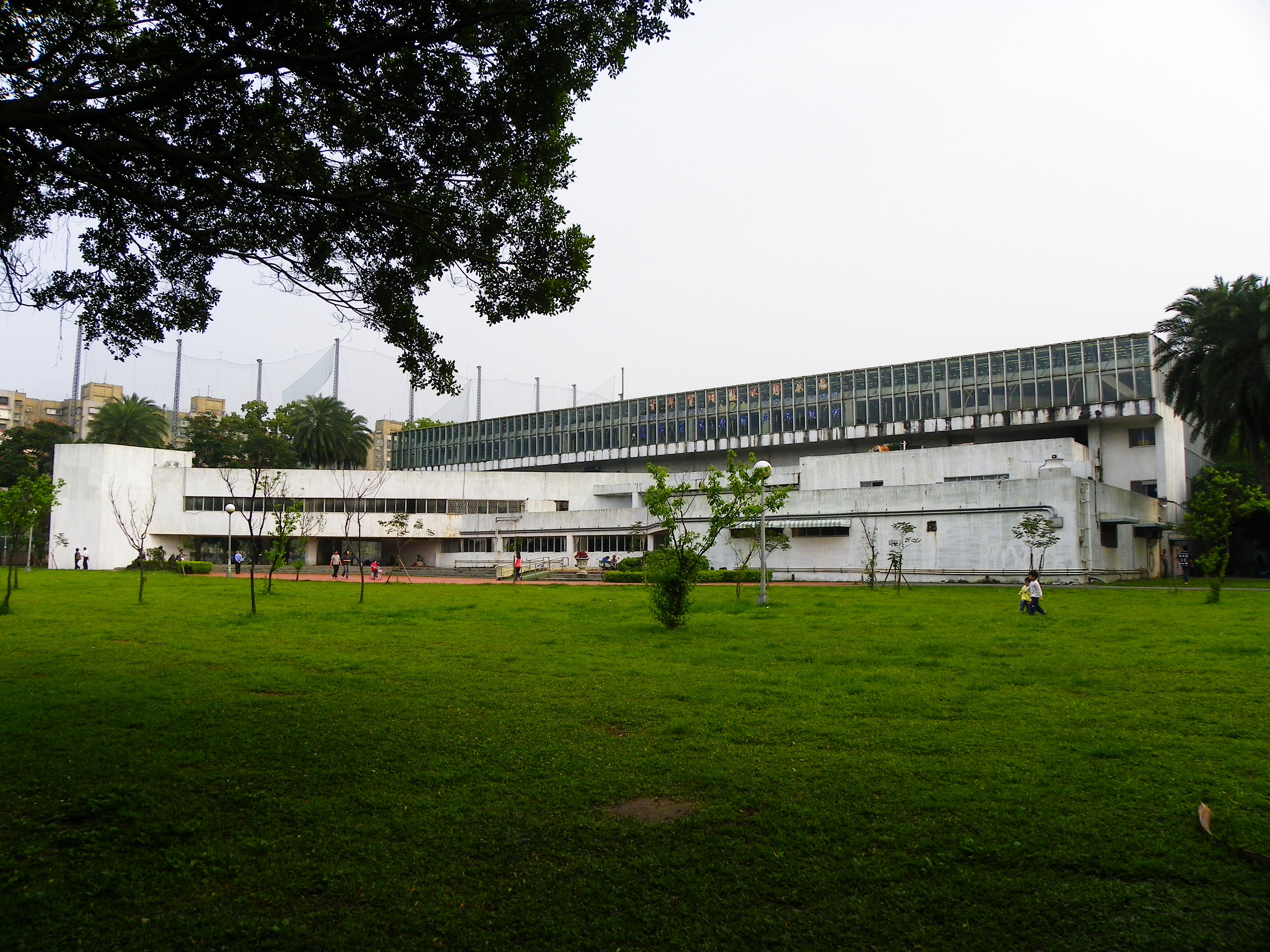
室內游泳池

### 景觀設施
- 青年之泉：位於青年公園最東北方，青年路與國興路交叉區，是青年公園重要地標。
- 九曲橋：共有九個曲折，以傳統風格打造，石柱上有虎型圖樣。(與 青年之泉 視為一體)
- 正門大時鐘:先前為花鐘，現為有LED燈的大型指針時鐘。
- 蔣公騎駒像。

### 其他設施
- 植物溫室：在內有許許多多的植物，逢週一休館，晚間不開放，不定期舉辦一些園藝活動，供民眾增加一些園藝的知識，1977年（民國66年）啟用。（位於圖書館附近）
- 音樂舞台：為許多機關表演或舉辦活動的地方，少時有年輕人在舞臺上練習舞蹈。
- 民間劇場：演出臺灣傳統戲曲。
- 兒童遊樂區：位於青年公園東北方，最東北方有青年之泉，是許多小孩玩樂的地方（但有些設施對小孩有危險性），也有一些成年人在此練習舞蹈（如探戈）。（飛碟溜滑梯是其中一大特色）
- 連接天橋（騰雲人行陸橋）：連結馬場町紀念公園，方便人民在這兩座公園移動，並可騎自行車到馬場町騎單車。（有電梯－人與腳踏車都可以同時搭乘），於2006年（民國95年）5月24日啟用。
- 太陽圖書館暨節能展示館：2011年（民國100年）7月4日啟用，同年10月28日全部啟用。館內採自動式借還書系統，館內館藏豐富，設有兒童閱讀專區，需拖鞋才可進入，在書籍周圍也設置軟椅，供民眾閱讀時倚靠。館內書籍包含武俠小說類、文學類、建築設計類、旅遊書籍以及報章雜誌類，多樣化內容也提供給館藏查詢系統，讓讀者可以快速掌握書籍所在據點。因為無人管理式的圖書館，進出圖書館需使用悠遊卡感應。館內禁止飲食及大聲喧嘩，提供讀者一個良好的閱讀環境。整棟建築採用大片落地窗，擁有良好的採光效果，周圍有綠色植物環繞，提供讀者舒適的閱讀環境。
- 萬華親子館：為台北市目前最大的親子館。（位於游泳池旁）未來將青年公園游泳池將改建，建築台北市萬華區第二座運動中心青年公園館，預計2030年完工。
- 外圍人行道：白天有中老年人散步運動，夜間有不少上班族、學生族群，延著外圍繞著公園慢跑。
- 連接水門（馬場町水門）：連結馬場町紀念公園，方便人民在這兩座公園移動，並可騎自行車到馬場町騎單車。（有自行車道），於2010年（民國99年）擴建完成並啟用。
- 教學版交通號誌：設置於南方籃球場一側的迷你型交通號誌，路徑始於籃球場外側至蔣公銅像前，由紅綠燈、小綠人、小型斑馬線以及號誌看板所組成。白天時交通號誌會正常運作，就如道路上的紅綠燈一樣，讓兒童學習辨識號誌以及了解圖示的功能。本設施於2019年2月設置完成，提供給兒童一個安全學習交通號誌的環境，附近的小學及教育機構更是利用此一空間讓孩童們更加認識安全號誌。

## 取景
- 五月天自傳《終於結束的起點》MV於棒球場取景[1]；《頑固》於跳傘台取景。
- 五月天《諾亞方舟》於露天音樂台取景

## 周邊設施

### 休閒娛樂
- 馬場町紀念公園
- 南機場夜市：從青年公園（青年）公車站位置步行到達南機場夜市尾端最近的中華路二段315巷，約270公尺4分鐘左右。

### 學校
- 臺北韓國學校
- 臺北市萬華區新和國民小學

### 住宅
- 崇仁新村
- 國興社區
- 國光社區
- 青年新城
- 中正新城
- 自力社區
- 青年公共住宅

### 公家機關
- 青年路派出所

### 公共交通
- 環繞整個青年公園的道路中，設立有不少公車站牌，讓搭乘公車的前來的人非常便利，雙向都有站牌，搭乘前可以注意前往地點：
- 青年路（國興路口後）：青年公園（青年）站、青年社區站、青年路站、青年公宅站、青年公園（馬場町）（接近水源路口）
- 水源路：青年公園正門站
- 國興路：青年公園（國興）站、國興社區站

## 外部連結
- 青年公園 - 公園走透透
- 青年公園  臺北旅遊網 （页面存档备份，存于）
- 台北市青年公園運動園區官方網站 （页面存档备份，存于）
- 運博青年公園運動休閒園區的Facebook專頁